# Fronte di Liberazione Naziunale Corsu
Der Fronte di Liberazione Naziunale Corsu (FLNC; französisch Front de libération nationale corse, „Korsische Nationale Befreiungsfront“) ist eine sich nunmehr im Untergrund befindende korsische Befreiungsbewegung. Gegründet wurde sie am 5. Mai 1976 im geschichtsträchtigen Kloster Saint-Antoine de la Casabianca.
Vorausgegangen war am 21. August 1975 das sogenannte Drama von Aléria. Edmond Simeoni, der Gründer der ARC (Action pour la Renaissance de la Corse – „Aktion für die Wiedergeburt Korsikas“), besetzte mit einer Gruppe bewaffneter Männer das Weingut des Winzers Henri Depeille (seither heißt der Vorfall auch offiziell „Fall Depeille“), der in verschiedene Skandale verwickelt war. Depeille war ein Pied-noir, wie die Algerienfranzosen genannt werden. Es kam zu einem Gefecht mit den in mehreren Hundertschaften angerückten, schwer bewaffneten Einsatzkräften. Dabei wurden zwei Polizisten getötet und zwei Besetzer schwer verletzt (siehe hierzu auch den Artikel Weinbau auf Korsika). Edmond Simeoni wurde für seine Rolle zu fünf Jahren Zuchthaus verurteilt, seine Widerstandsbewegung ARC wurde verboten.
Die FLNC erklärte, ausschließlich die Besitztümer der sogenannten Pieds-noirs enteignen zu wollen, die nach dem Algerienkrieg mit Unterstützung der Zentralregierung in Paris Geld und Boden auf Korsika erhielten und dort erfolgreich und nach Ansicht der FLNC zum Nachteil der Inselbevölkerung wirtschafteten. Auch der Winzer Depeille gehörte zu dieser Bevölkerungsgruppe. Deshalb bekannte sie sich auch immer wieder zu den seither zahlreichen Sprengstoffanschlägen auf Ferienwohnanlagen.
Offizielle Verlautbarungen der seit dem „Fall Depeille“ im Untergrund agierenden FLNC erscheinen seitdem in U Ribombu.
Am 25. Juni 2014 gab die Organisation bekannt, dass sie die Waffen niederlegen wird.
Am 28. Juli 2016 erklärte die Splittergruppe Korsische Nationale Befreiungsfront des 22. Oktober der Terrororganisation Islamischer Staat, dass ab sofort jeder Angriff gegen Korsika gnadenlos gerächt werde. Sie forderte die korsischen Muslime auf, klar Stellung gegen den radikalen Islam zu beziehen und die Gruppe über radikalisierungsverdächtige Jugendliche zu informieren.